# 赖塔蚓鳗
赖塔蚓鳗（学名：Moringua raitaborua），是蚓鳗科蚓鳗属的一种，分布于印度、尼泊尔和孟加拉国等地。由苏格兰学者弗朗西斯·布坎南-汉密尔顿于1822年描述发表。种加词源自当地孟加拉语对本种的称呼“拉塔·巴鲁阿”（রাটা বরুয়া，rata boura）。